# Lottie Briscoe
Lottie Briscoe (Saint Louis, 19 aprile 1883 – New York, 21 marzo 1950) è stata un'attrice e attrice teatrale statunitense.

## Filmografia parziale
- The Shadow of Tragedy, regia di Arthur V. Johnson (1914)
- The House of Mith, regia di Albert Capellani (1918)
- His Wife's Friend, regia di Joe De Grasse (1919)